# Cleve, Horn en Batenburch
Cleve, Horn en Batenburch is een Middelnederlands historielied over de pelgrimstocht van drie landsheren naar Jeruzalem. Deze drie landsheren zijn: hertog Johan I van Kleef (1419-1481), graaf Jacob I van Horn (1420-1488) en de heer van Batenburg, Dirk I van Bronckhorst (1400-1454). In de middeleeuwen waren bedevaarten vanuit de Nederlanden en Duitsland naar Jeruzalem erg populair en in dit lied wordt een van die pelgrimstochten in herinnering gebracht.

## Inhoud
Het lied geeft een sterk ingekorte beschrijving van de pelgrimsreis van de drie landsheren in 1450. Het vertelt hoe hertog Jan I van Kleef als eerste de stad Venetië bereikt, waar de graaf van Horn en de heer van Batenburg zich bij hem aansluiten. Hoewel 1450 een Heilig Jaar is en de bedevaarders in Rome een volle aflaat kunnen verwerven, besluiten ze om toch eerst naar Jeruzalem te trekken om daar tot ridder van het Heilige Graf geslagen te worden en pas later naar Rome terug te keren. Op de vrijdag na Pinksteren vertrekken ze op een vier weken durende scheepsreis naar de stad Jaffa in het Heilige Land, van waaruit ze naar Jeruzalem doorreizen. Daar ontmoeten ze de edelman Arnulf van Créquy uit Picardië, ridder van het Heilige Graf. Deze slaat eerst de hertog van Kleef tot ridder met het zwaard dat deze zelf heeft meegebracht. Nadien krijgt Kleef de eer om de ridderslag aan zijn medepelgrims te geven.

## Overlevering
De oudst bekende bron waarin het historielied werd overgeleverd, is het Antwerps liedboek dat in 1544 door Jan Roelans in Antwerpen werd gedrukt. Vermoedelijk is het lied kort na de reis in de regio van het West-Duitse graafschap Kleef ontstaan. De overgeleverde tekst bevat Brabantse taalkenmerken, maar wellicht werd het oorspronkelijk in het Kleefse dialect gedicht. Het lied telt zeven strofen van acht verzen. De melodie is dezelfde als die van  het geestelijke lied ‘Solaes wil ic hanteren’ waarvan de muziek in het Devoot ende profitelijck boecxken (Antwerpen: Symon Cock, 1539) overgeleverd is. Vanaf 1450 tot het einde van de zestiende eeuw kwam het lied minstens negen keer voor als wijsaanduiding die drie vormen kon aannemen: ‘Een oudt liedeken’, ‘Cleve hoorne en batenborch’ of ‘Het toghen uut drie landsheren’. Vermoedelijk was het in die periode een erg populair lied dat door rondtrekkende zangers werd gezongen om de bedevaarders te prijzen.